# Herbert Claas
Herbert Claas (* 1941) ist ein deutscher Sozialwissenschaftler. Claas war bis zu seiner Pensionierung am 30. November 2006 Vizepräsident der Philipps-Universität Marburg und vertrat die Fachrichtungen Soziologie und Marxismusforschung.

## Leben
Nach dem Studium der  Politikwissenschaft, Germanistik und Soziologie in Frankfurt, Tübingen und Marburg wurde er 1968 zunächst wissenschaftlicher Mitarbeiter am politologischen Institut bei Wolfgang Abendroth, ab 1969 am soziologischen Institut bei Werner Hofmann. Er wurde 1975 promoviert. Seit 1979 hatte Herbert Claas eine Anstellung als Akademischer Rat am Institut. Von 1980 bis 1981 war Herbert Claas ein Jahr lang Gastprofessor für Soziologie an der Hochschule für Künste in Berlin. Seine Tätigkeiten in Forschung und Lehre waren die Literatur- und Kultursoziologie.
Er übernahm lange Zeit die Studien- und Prüfungsberatung am Fachbereich. 2001 wurde er Studiendekan des Fachbereichs Gesellschaftswissenschaften und Philosophie und 2002 zum Vizepräsidenten für Studium und Weiterbildung der Philipps-Universität gewählt. In seiner Amtszeit trug er wesentlich für die schnelle und zum Teil auf Protest stoßende Einführung der modularisierten Studiengänge bei. 2006 schied Herbert Claas altersbedingt aus dem Universitätsbetrieb aus.

## Schriften
- Die politische Ästhetik Bertolt Brechts, Frankfurt am Main 1977
- Faschismuskritik und Deutschlandbild im Exilroman, Berlin 1981
- (Mithrsg.): Werner Hofmann: Industriesoziologie für Arbeiter. Klassenverhältnis und Arbeitsverfassung, Heilbronn 1988
- mit Rolf Fechner (Hgg.): Verschüttete Soziologie. Zum Beispiel: Max Graf zu Solms, Duncker & Humblot, Berlin 1996
- (Mithrsg.): Werner Hofmann – Gesellschaftslehre in praktischer Absicht, Marburg 1999